# Sereno Fenn

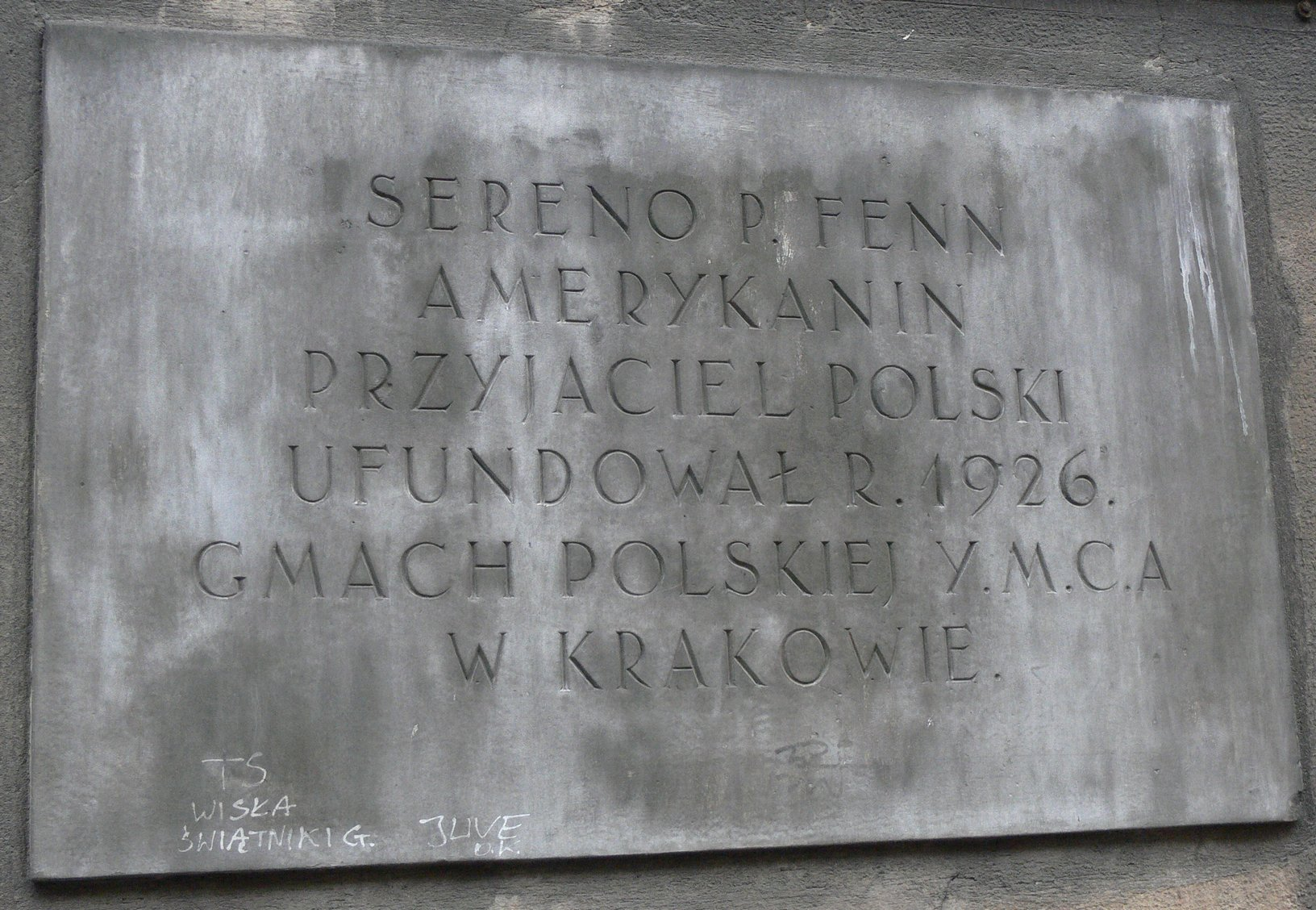
Tablica na budynku przy ul. Krowoderskiej 8 w Krakowie, upamiętniająca Sereno P. Fenna

Sereno Peck Fenn (ur. 25 kwietnia 1844, zm. 3 stycznia 1927) – amerykański przemysłowiec, jeden z założycieli i prezesów koncernu Sherwin-Williams Company, produkującego materiały budowlane. Prezes YMCA w mieście Cleveland w stanie Ohio przez 25 lat. Fundator gmachu YMCA w Krakowie, przy ulicy Krowoderskiej 8.